# Glaskörperblutung

Querschnittzeichnung des Augapfels

Die Glaskörperblutung ist eine Blutung in den Glaskörper des Auges, oder in den durch eine Glaskörperabhebung entstandenen Raum. Sie tritt mit einer Häufigkeit von 7 von 100 000 Personen auf.

## Symptome
Die Glaskörperblutung macht sich in der Regel durch einen teilweisen Verlust des Sehvermögens bemerkbar. Die Patienten bemerken Lichtblitze und schwarze Punkte oder Schlieren im Gesichtsfeld, die sich mit Änderung der Blickrichtung mitbewegen (Mouches volantes, englisch floater). Die Blitze entstehen durch eine mechanische Reizung der Netzhaut, zum Beispiel durch Zug. Daraufhin sendet diese Signale ans Gehirn, die als Lichterscheinung wahrgenommen werden. Die schwarzen Schlieren sind die Schatten der Blutgerinnsel.

## Ursachen
Die Blutung kann verschiedene Ursachen haben:
- Verletzung (Trauma), also durch äußere Einwirkung
- Glaskörperabhebung, am ehesten am gelben Fleck (Makula), dort auch die Blutungsquelle
- Netzhautablösung
- Gefäßneubildung durch verschiedene Ursachen, etwa diabetische Retinopathie oder altersabhängige Maculadegeneration
- während einer Subarachnoidalblutung (als Terson-Syndrom bezeichnet)
- als Begleiterscheinung einer Valsalva-Retinopathie bei Erhöhung des venösen Drucks durch Erbrechen, Husten, Heben von schweren Gewichten[5]

## Verlauf
Häufig wird das in den Glaskörper eingedrungene Blut im Rahmen des Stoffwechsels wieder resorbiert (aufgelöst). Dies kann einige Wochen dauern.  Dabei kann eine Resorptionsgeschwindigkeit von 1 Prozent pro Tag des eingedrungenen Blutes angenommen werden. Eine Spätfolge von nicht resorbiertem Blut im Glaskörper kann die Einlagerung von Cholesrinkristallen sein (Synchysis scintillans). Auch die Entstehung eines grünen Stars (Glaukom) wird begünstigt.

## Therapie
Bestehen Einschränkungen des Sehvermögens fort, kann eine Entfernung des Glaskörpers (Vitrektomie) erwogen werden. Dabei wird die Glaskörperflüssigkeit abgesaugt und durch eine Salzlösung ersetzt. In manchen Fällen wird auch Gas oder Silikonöl eingebracht. Letzteres muss später jedoch wieder entfernt werden. Die Vitrektomie ist mit einer erheblichen Rate an Komplikationen verbunden. Je nach Ausgangssituation kommt es in 12 bis 30 Prozent der Fälle zu einer Verletzung der Netzhaut. Auch wird durch diese Maßnahme die Entstehung eines grauen Stars (Katarakt) begünstigt.